# معادلة ديوفانتية

ايجاد جميع المثلثات القائمة ذات أضلاع أطوالها مساوية لأعداد صحيحة طبيعية يكافئ حل المعادلة الديوفنتية.

في الرياضيات، المعادلة الديوفانتية (بالإنجليزية: Diophantine equation) هي معادلة حدودية في متغيرات عدَّة تكون حلولها أعدادا صحيحة أو يبرهن على استحالة ذلك. المعادلة الديوفنتية الخطية هي معادلة في مجموع من وحيدات حد من الدرجة الأولى أو الصفرية.
يرجع أصل الكلمة ديوفنتية إلى العالم اليوناني ديوفنتس والذي عاش في القرن الثالث قبل الميلاد في الإسكندرية، حيث قام بدراسة هذه المعادلات وكان من العلماء الأوائل الذين أضافوا الرموز الرياضية للجبر.
رغم أن المعادلات الديوفنتية المفردة درست على مر التاريخ، فلم تصغ نظريات شاملة حولها حتى القرن العشرين.

## أمثلة للمعادلات الديوفانتية
في المعادلات الديوفانتية التالية x و y و z مجاهيل والحروف الأخرى تمثل ثوابت:
| {\displaystyle ax+by=1\,}                                                   | هذه معادلة ديوفانتية خطية (انظر فقرة "المعادلات الديوفانتية الخطية" أسفله). |
| {\displaystyle x^{n}+y^{n}=z^{n}\,}                                         | إذا كان n = 2 فإن لهذه المعادلة عدداً غير منته من الحلول حيث (x،y،z) هي مثلوثات فيثاغورية. عندما يصير n أكبر قطعا من 2، تنص مبرهنة فيرما الأخيرة على أنه لا توجد أية مثلوثات من أعداد موجبة طبيعية (x،y،z) تحققها.                                              |
| {\displaystyle x^{2}-ny^{2}=\pm 1\,}                                        | (معادلة بيل) سميت هكذا نسبة إلى عالم الرياضيات الإنجليزي جون بيل. درست من طرف براهماغوبتا في القرن السابع كما درست من طرف فيرما في القرن السابع عشر. |
| {\displaystyle {\frac {4}{n}}={\frac {1}{x}}+{\frac {1}{y}}+{\frac {1}{z}}} | حدسية إيردوس–ستروس تنص على أنه لكل عدد طبيعي n، أكبر من أو يساوي 2، يوجد حل لهذه المعادلة حيث x و y و z أعداد موجبة طبيعية. رغم أن هذه المعادلة عادة ما لا تطرح على شكل متعددة للحدود، فإنها تكافئ المعادلة الحدودية (4xyz = yzn + xzn + xyn = n(yz + xz + xy. |

## المعادلات الديوفانتية الخطية

### معادلة واحدة
تكتب أبسط معادلة ديوفانتية خطية على الصيغة ax + by = c ، حيث a و b و c أعداد صحيحة معطاة. تعطى جميع حلول المعادلة في المبرهنة التالية:
يوجد للمعادلة الديوفانتية حلول (حيث x و y أعداد صحيحة) إذا وفقط إذا كان c مضاعفاً للقاسم المشترك الأكبر لـa و b.
بالإضافة إلى أنه إذا كان (x,y) حل، فإن الحلول الأخرى تكتب على الصيغة  (x + kv, y - ku) ، حيث k عدد صحيح، و u و v بواقي قسمة a و b على القاسم المشترك الأكبر لـa و b.

### مبرهنة الباقي الصيني
تصف مبرهنة الباقي الصيني صنفاً مهماً من المعادلات الديوفانتية الخطية: لتكن n1, ..., nk k أعداداً صحيحة أولية نسبياً أكبر من 1، a1, ..., ak k عدد صحيح، و N حاصل ضرب n1 ··· nk.
تنص مبرهنة الباقي الصيني على أن نظام المعادلات الديوفانتية الخطي التالي له حل واحد بالضبط (x, x1, ..., xk) بحيث 0 ≤ N ≥ x ، و أن الحلول الأخرى توجد بإضافة x مضاعف لـN:
{\displaystyle {\begin{aligned}x&=a_{1}+n_{1}\,x_{1}\\&\vdots \\x&=a_{k}+n_{k}\,x_{k}\end{aligned}}}

## التحليل الديوفانتي

### القرنان السابع عشر والثامن عشر
في عام 1637، أشار بيير دي فيرما في هامش صفحة من كتاب أريثميتيكا إلى أنه لا يمكن فصل مكعب إلى مكعبين ولا قوة رابعة إلى قوتين رابعتين ولا قوة خامسة إلى قوتين خامستين، وهكذا. بتعبير عصري، فالمعادلة xn + yn = zn لا تقبل حلولا صحيحة إذا ما جاوز n الاثنين. أضاف بعد ذلك: لقد اكتشفت برهانا عجيبا لهذه الحقيقة، ولكن الهامش أضيق من أن يحتويه.

### مسألة هيلبرت العاشرة
في عام 1900، طرح هلبرت مسألة تبحث في قابلية حل جميع المعادلات الديوفنتية. في عام 1970، حل يوري ماتياسفيتش هذه المعضلة، وذلك ببرهانه عدم إمكانية وجود خوارزمية عامة لحل جميع المعادلات الديوفنتية.

## وصلات خارجية
- المعادلات الديوفانتية من ولفرام ريسيرش
- المعادلات الديوفانتية. من بلانيت ماث.